# Packet over SONET/SDH
Packet over SONET of Packet over SDH, meestal afgekort tot POS, is een communicatieprotocol voor het versturen van pakketten over een SONET of SDH netwerk. In het algemeen kan je stellen dat in Amerika Packet over SONET wordt gebruikt en in Europa Packet over SDH omdat in Amerika SONET de standaard is voor optische netwerken en in Europa SDH de algemene standaard is. Kijk voor de verschillen tussen beide systemen op de SONET- en SDH-pagina's.
Het communicatieprotocol POS is een point-to-point protocol (PPP) en daarom wordt POS ook wel aangeduid als PPP over SONET/SDH. Het is een protocol voor het versturen van data over een SDH of SONET infrastructuur op hoge snelheden. De standaard is vastgelegd in RFC 2615. Om in onderstaande tekst niet telkens dubbel te verwijzen naar SDH en SONET zal gebruikgemaakt worden van Packet over SDH omdat SDH de meest voorkomende standaard in Europa is.

## Gebruik van POS
Packet over SDH wordt vooral gebruikt voor het versturen van internetverkeer en IP pakketten in privé netwerken over grotere afstanden en/of wanneer de protectie mogelijkheden dat een SDH netwerk kan bieden belangrijk is. Het is vaak een alternatief voor het gebruiken van snelle optische ethernet links (via dark fibre of een eigen kleur in een DWDM systeem) zoals Gigabit- of 10 Gb-links. POS verbindingen vindt men vooral in de backbone van grotere internet service providers dan wel de backbone van WAN aanbieders en exploitanten. POS wordt ook gebruikt in Resillient Packet Ring netwerken volgens de IEEE-standaard 802.17.

## Geschiedenis
POS werd als eerste aangeboden door Cisco voor gebruik in hun zwaardere/grotere router modellen. Het bedrijf Sierra Semiconductors/PMC Sierra ontwikkelde de eerste chips die POS ondersteunden. Omdat de noodzaak van zeer breedbandige backbone-verbindingen snel groeide door de opmars van internet, en met name breedband internet, werd POS vrij snel een breed geaccepteerd protocol.

## Snelheid
Zoals vermeld is POS vooral ontwikkeld om tegemoet te komen aan de vraag naar snelle links voor data packets. De meest voorkomende snelheden zijn:
- 155 Mbps - SONET-STS 3c of SDH STM-1
- 622 Mbps - SONET-STS 12c of SDH STM-4
- 2,5 Gbps - SONET-STS 48c of SDH STM-16
- 10 Gbps - SONET-STS 192 of SDH STM-64